# Kate Trotter
Pour les articles homonymes, voir Trotter.
 (octobre 2022).
Si vous disposez d'ouvrages ou d'articles de référence ou si vous connaissez des sites web de qualité traitant du thème abordé ici, merci de compléter l'article en donnant les références utiles à sa vérifiabilité et en les liant à la section « Notes et références ».
Kate Trotter, née le 5 février 1953 à Toronto, est actrice canadienne.

## Filmographie

### Actrice

#### Cinéma
- 1981 : Accroche-toi, j'arrive (en) (Dirty Tricks) de Alvin Rakoff : Sally
- 1981 : Les Plouffe de Gilles Carle : Suzan Connely
- 1981 : Threshold de Richard Pearce : madame Anderson
- 1984 : That's My Baby! (en) de John Bradshaw et Edie Yolles : Karen
- 1985 : Joshua Then and Now de Ted Kotcheff : Jane Trimble
- 1985 : Discussions in Bioethics: The Old Person's Friend (court métrage) :
- 1986 : Connection (court métrage) :
- 1988 : The First Season de Ralph L. Thomas : Alex Cauldwell
- 1988 : Martha, Ruth and Edie (en) de Norma Bailey, Deepa Mehta et Danièle J. Suissa : madame Peebles
- 1999 : Crashs en série (Free Fall de Mario Azzopardi : la veuve
- 2003 : Sans frontière (Beyond Borders) de Martin Campbell: madame Bauford
- 2006 : Len and Hugo (court métrage) de Chris Trebilcock : Margaret
- 2012 : Upside Down de Juan Solanas : Becky
- 2012 : Two Hands to Mouth (en) de Michael DeCarlo : Suzanne Baxter
- 2012 : Final View (court métrage) de Peter Pasyk: la personne lésée
- 2013 : Compulsion de Egidio Coccimiglio: Sylvia
- 2013 : Tru Love de Kate Johnston et Shauna MacDonald : Alice
- 2019 : The Silence de John R. Leonetti : Lynn

#### Télévision

##### Téléfilms
- 1985 : Meurtre dans l'espace (en) (Murder in Space) de Steven Hilliard Stern : Pamela Cooper
- 1985 : The Suicide Murders de Graham Parker : Myrna Yates
- 1987 : A Conspiracy of Love de Noel Black : la juge
- 1988 : Glory Enough for All (en) de Eric Till : Edith Roach
- 1990 : Clarence de Eric Till : Rachel Logan
- 1991 : Alligator Pie de Christopher D. Sanderson : la professeure
- 1993 : Roméo et Juliette (Romeo & Juliet) de Norman Campbell : Lady Capulet
- 1995 : Bloodknot de Jorge Montesi : Phyllis
- 1995 : Tel père... tel flic ! (Family of Cops) de Ted Kotcheff : madame Novacek
- 1995 : Strauss: The King of 3/4 Time de Kit Hood : Klara
- 1996 : Golden Will: The Silken Laumann Story de Eric Till : madame Laumann
- 1997 : Marie Curie: More Than Meets the Eye de Richard Mozer : Marie Curie
- 1999 : The Lady in Question (en) de Joyce Chopra :
- 2002 : Tu m'appartiens (ru) (You Belong to Me) de Paolo Barzman : Lois Clausen
- 2002 : Master Spy: The Robert Hanssen Story (en) de Lawrence Schiller : Vivian Hanssen
- 2003 : Good Fences (en) de Ernest R. Dickerson : Becka
- 2003 : Jasper, Texas (en) de Jeffrey W. Byrd : Jamie Rowles
- 2003 : Fallen Angel de Michael Switzer : Callie
- 2004 : Lives of the Saints (en) de Jerry Ciccoritti : madame Amherst
- 2004 : La Voix de l'innocence (Plain Truth) de Paul Shapiro : Sarah Fitch
- 2004 : Anonymous Rex de Julian Jarrold : la membre du conseil #2
- 2004 : Samantha: An American Girl Holiday (en) de Nadia Tass : madame Vandergeld
- 2005 : L'Héritage de la passion (Murder in the Hamptons) de Jerry Ciccoritti : la voisine
- 2006 : Le Club des infidèles (Cheaters' Club) de Steve DiMarco : détective Rollins
- 2007 : The Dark Room de Bruce McDonald
- 2009 : Un bébé devant ma porte (Taking a Chance on Love) de Douglas Barr : Eve Miller (âgée)
- 2009 : The Good Germany de Michael Kennedy : Lucille Collins
- 2009 : Une femme fragile (Unstable) de Don McBrearty: Constance Cole
- 2010 : Quand l'amour ne suffit plus : L'Histoire de Lois Wilson (When Love Is Not Enough: The Lois Wilson Story) de John Kent Harrison : Helen Griffiths
- 2010 : Vacances avec Derek (Vacation with Derek) de Michael McGowan : Felicia
- 2017 : L.M. Montgomery's Anne of Green Gables: The Good Stars de John Kent Harrison : Mrs. Barry
- 2017 : L.M. Montgomery's Anne of Green Gables: Fire & Dew de John Kent Harrison : Mrs. Barry
- 2019 : Noël sous le signe du destin (The Christmas Club) de Jeff Beesley : Barbara

##### Séries télévisées
- 1981 : For the Record : la professeure
- 1984 : Kate Morris Vice President : Kate
- 1985 : Ray Bradbury présente (en) (The Ray Bradbury Theater) : Carol
- 1985 : Brigade de nuit (Night Heat) : Megan Davis
- 1986 : Philip Marlowe, détective privé (Philip Marlowe, Private Eye) : Irma Dean
- 1987 : Paire d'As (en) (Diamonds)
- 1987 : Captain Power et les soldats du futur (Captain Power and the Soldiers of the Future) : Vi
- 1987-1993 : Street Legal (en) : Barbara Parker / Miriam Corbett
- 1988 : Alfred Hitchcock présente (Alfred Hitchcock Presents) : Margaret Lord
- 1988-1990 : Vendredi 13 (Friday the 13th: The Series) : Effie Stokes / Anne Holloway / doctoress Avril Carter
- 1990 : The Campbells (en) : Abigail Marchant
- 1991 : Dracula (en) : Margo Burton
- 1991 : Beyond Reality (en) : Marium
- 1992 : Material World (en) : Marie
- 1993-1996 : Kung Fu, la légende continue (Kung Fu: The Legend Continues) : capitaine Karen Simms / Emily Stramm
- 1994 : Side Effects (en) : Jennifer Mateo
- 1995 : Un tandem de choc (Due South) : l'infirmière
- 1995 : The Great Defender : Victoria
- 1996 : Haute finance (en) (Traders) : Trudy Kelly
- 1996 : TekWar : docteur Allison Gilbert
- 1998 : Exhibit A: Secrets of Forensic Science : Lilly Schmidt
- 1998 : Fast Track
- 1998 : Invasion planète Terre (Earth: Final Conflict) : doctoresse Park
- 2000 : Psi Factor, chroniques du paranormal : Sandra
- 2001 : Sydney Fox, l'aventurière (Relic Hunter) : Bette Ramer
- 2001 : Nikita : Myra Mauk
- 2001-2004 : Paradise Falls : Anne Sutton
- 2002 : Monk : Kate Ashcombe
- 2002 : Sue Thomas, l'œil du FBI (Sue Thomas: F.B.Eye) : Carla Thomas
- 2003 : Playmakers (en) :
- 2003 et 2004 : Blue Murder : madame Walsh / Alicia Sobel
- 2004 : The Newsroom : la patronne de George
- 2004 : Les Enquêtes de Murdoch (The Murdoch Mysteries) : Donalda Rhodes
- 2004 : Missing : Disparus sans laisser de trace (1-800-Missing) : Rasha Pashi
- 2004-2007 : The Jane Show (en) : Stella
- 2005 : Puppets Who Kill (en) : Julie
- 2007 : The Best Years : June Hamilton
- 2007 : Tell Me You Love Me : Lauren
- 2007 : Across the River to Motor City (en) : madame Alicia Smith
- 2008 : Les Enquêtes de Murdoch (Murdoch Mysteries) : Stella Smart
- 2008 : ReGenesis : la procureure
- 2009 : Wild Roses (en) : Nanna
- 2009 : Les Vies rêvées d'Erica Strange (Being Erica) : professeure Audrey Hogan
- 2010-2012 : Lost Girl : Norn
- 2011 : Republic of Doyle : Beth Miller
- 2011 : La Petite Mosquée dans la prairie (Little Mosque on the Prairie) : Cassie McTavish
- 2011 : Against the Wall :
- 2013-2014 : Covert Affairs : sénatrice Claire Pierson
- 2015 : Rogue : madame Howard
- 2015 : Cold Deck : Audrey

### Réalisatrice
- 1987 : Wednesday's Children: David (court métrage)